# Cereopsius helena
Cereopsius helena là một loài bọ cánh cứng trong họ Cerambycidae.